# Vincenzo Ludovico Gotti
Pour les articles homonymes, voir Gotti (homonymie).
Vincezo Ludovico Gotti, né le 7 septembre 1664 à Bologne, en Émilie-Romagne, et mort le 18 septembre 1742 à Rome, est un cardinal italien du XVIIIe siècle. Il est membre de l'ordre des dominicains.

## Biographie
Vincezo Ludovico Gotti exerce diverses fonctions au sein de l'ordre des dominicains, notamment comme supérieur provincial en Lombardie en 1710 et en 1721-1722, inquisiteur général de la foi à Bologne de 1715 à 1717 et prieur du couvent de Bologne en 1720.
Il est nommé patriarche latin de Jérusalem en 1728. Le pape Benoît XIII le crée cardinal lors du consistoire du 16 mai 1728. 
Le cardinal Gotti participe au conclave de 1730, lors duquel Clément XII est élu et à celui de 1740 (élection de Benoît XIV). En 1735-1736 il est camerlingue du Sacré Collège.

## Succession apostolique
Vincenzo Ludovico Gotti a ordonné les évêques suivants :
- Évêque Giovanni Andrea Balbi (it) (1728)
- Évêque Giovanni Battista Rondoni (1732)
- Évêque Rizzardo Isolani (1734)